# Рилазинген-Ворблинген

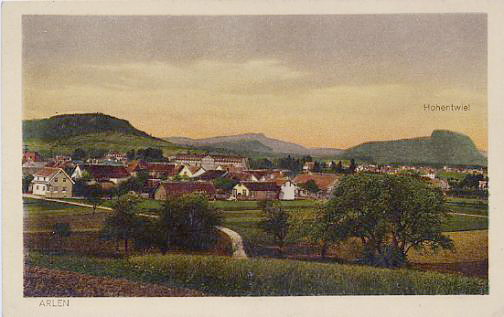
Рилазинген-Ворблинген

Рилазинген-Ворблинген (нем. Rielasingen-Worblingen) — община в Германии, в земле Баден-Вюртемберг. 
Подчиняется административному округу Фрайбург. Входит в состав района Констанц.  Население составляет 11 881 человек (на 31 декабря 2010 года). Занимает площадь 18,57 км².